# Клементьево (Можайский район)

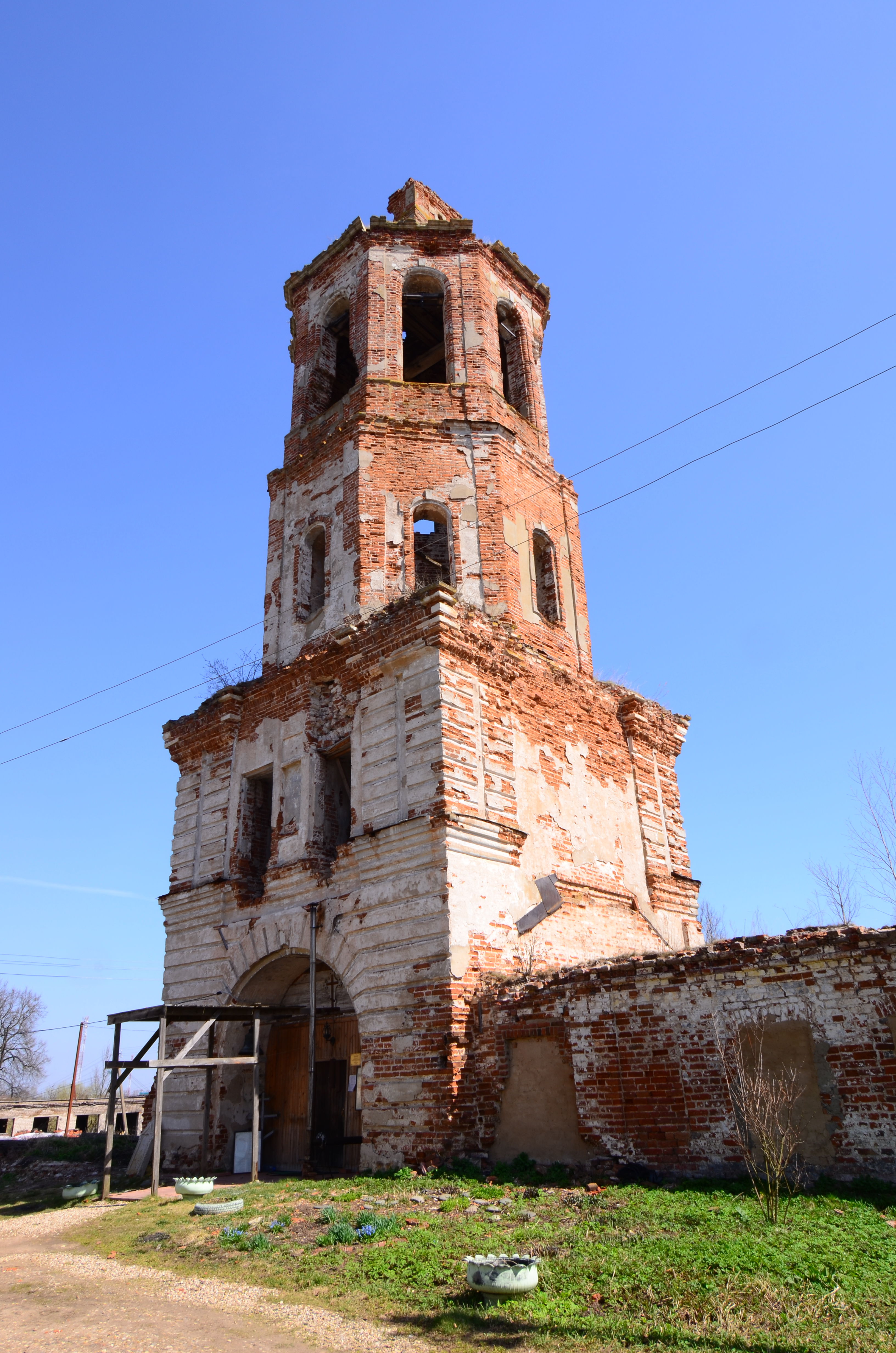
Колокольня в Клементьево

Клеме́нтьево — деревня в Можайском районе Московской области в 15 километрах от Можайска. Население — 1020 человек (2010). Административный центр Клементьевского сельского поселения. До 2006 года — центр Клементьевского сельского округа.
В деревне расположено Отделение сестринского ухода при Клементьевской участковой больнице.
Село ранее также называлось Введенским — по названию церкви в честь Введения во храм Божией Матери с приделом святителя Николая, построенной в 1703 году. На тот момент село два года как принадлежало Б. И. Прозоровскому.
До Смутного времени в той местности стояла деревянная церковь во имя святителя Николая; после разрушения она была вновь отстроена в 1629 году. В 1734 году владельцем деревни стал граф Иосиф Ефимовский; в 1730-х годах в церкви была пристроена колокольня. В советское время храм был закрыт и разрушен; сохранились лишь башенка церковной охраны, богадельня и колокольня. После декабря 2005 года в помещении здания был произведён ремонт, установлен иконостас, начато проведение богослужений.
У церкви расположена школа, рядом с которой в 1975 году, в 30-летие победы в Великой Отечественной войне, был поставлен памятник выпускникам школы — участникам войны.
В Можайске улица, идущая от центра города в направлении села, называется Клементьевской.

## Население
| 2002 | 2006  | 2010  |
| ---- | ----- | ----- |
| 1135 | ↘1128 | ↘1020 |